# Jugoslavija na Poletnih olimpijskih igrah 1972
Socialistično federativno republiko Jugoslavijo je na Poletnih olimpijskih igrah 1972 v Münchnu zastopalo sto osemindvajset športnikov v petnajstih športih. Osvojili so dve zlati, eno srebrno in dve bronasti medalji.

## Medalje
| Medalja | Tekmovalec | Šport     | Disciplina                                  |
| ------- | --- | --------- | ------------------------------------------- |
| 1       | Mate Parlov | Boks      | Moška poltežka kategorija                   |
| 1       | Zoran Živković Abas Arslanagić Miroslav Pribanić Đorđe Lavrnić Slobodan Mišković Hrvoje Horvat Branislav Pokrajac Zdravko Miljak Milan Lazarević Nebojša Popović Zdenko Zorko Dobrivoje Selec Albin Vidović | Rokomet   | Moški ekipno                                |
| 2       | Josip Čorak | Rokoborba | moški grško-rimski slog poltežka kategorija |
| 3       | Zvonimir Vujin | Boks      | Moška polvelterska kategorija               |
| 3       | Milovan Nenadić | Rokoborba | moški grško-rimski slog srednja kategorija  |